# Mlýn v Uhříněvsi
Mlýn v Uhříněvsi (Starý, Panský) je bývalý vodní mlýn, který stojí na Říčanském potoce severně od rybníka Nadýmač mezi ulicemi U Starého mlýna a Za Nadýmačem. Je chráněn jako kulturní památka České republiky.

## Historie
Nejstarší částí vodního mlýna je věž, která byla postavena pravděpodobně ve 2. polovině 16. století a sloužila jako vodárna. Kolem roku 1591 ji vlastník dal podkopat pro vyústění náhonu a umístění vodního kola a také přistavěl budovu mlýna. Po skončení třicetileté války byl areál barokně upraven a vystavěna dřevěná nástavba věže.
Mlýn fungoval do začátku 1. světové války, poté se v něm pouze mlel šrot. Od 50. let 20. století je užíván k bydlení. od 60. do 90. let 20. století jej postupně rekonstruoval majitel akademický architekt Pavel Pirkl.

## Popis
Původně renesanční přízemní budova mlýna má dvoupatrový volutový štít se šiškami. U ní stojí hranolová třípatrová věž, nejstarší část areálu. Věž je půdorysně zapuštěna do později přistavěné budovy mlýna. Dolní dvě patra věže jsou zděná s kamennou nárožní bosáží, ve výši koruny budovy mlýna jsou oddělená průběžnou štukovou římsou. Třetí patro věže je dřevostavba.
Dochovalo se vnitřní mlýnské ústrojí a trám stolice s letopočtem 1727, některá kamenná ostění oken východního štítu a východního a západního průčelí, v interiéru křížové klenby s hřebínky, valené klenby s výsečemi a v mlýnici bývalá černá kuchyně s krbem s kamennými krakorcovými konzolemi. Dochoval se také náhon s torzem vodního kola, vnější mlýnské kolo se nedochovalo.